# Uienringen

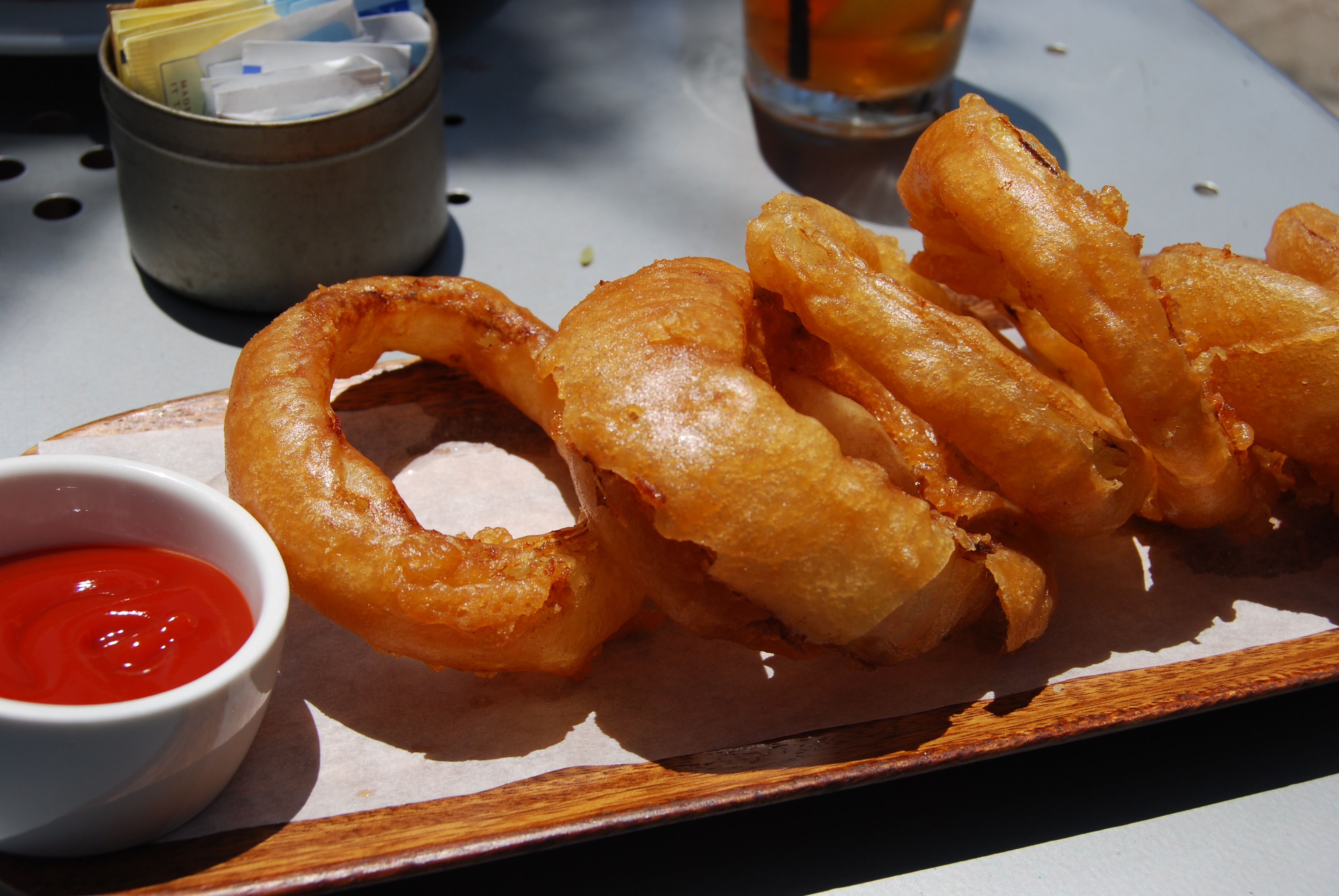
Uienringen met ketchup

Uienringen zijn een gerecht waarbij ringen van uien gedoopt in beslag gefrituurd worden. Het gerecht is gangbaar in de Verenigde Staten, Canada, het Verenigd Koninkrijk, Ierland, Australië en delen van Azië.
In Angelsaksische landen worden het "onion rings" genoemd, in Franstalige landen "beignet d'oignon" en "Bhajji aux oignons" in India. Het gerecht bestaat in verschillende recepten afhankelijk van het land.